# おとなのふりかけ

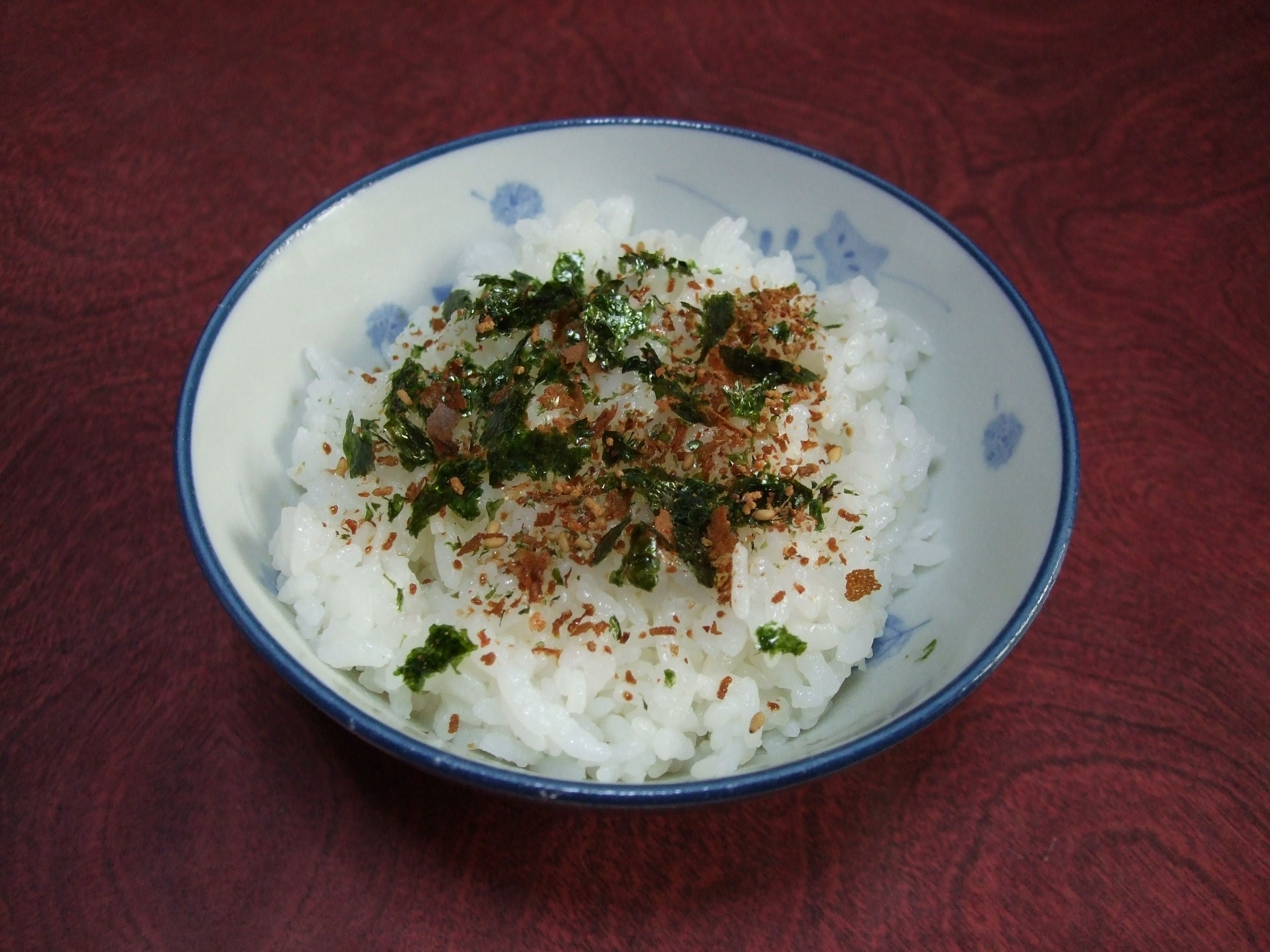
おとなのふりかけ（通常タイプ本かつお）

おとなのふりかけは永谷園が1989年（平成元年）10月に販売したふりかけ。当初は地域限定商品で、1990年（平成2年）2月から全国販売された。「ふりかけは子供の食べ物」という当時の常識を覆し、大人のためのふりかけというコンセプトのもとに開発がなされた。

## 概要
「おとなのふりかけ」は、当時のふりかけ消費者が12歳を境に急激に減少するというデータをヒントとして、大人にも満足できるふりかけをというコンセプトのもとに開発された商品である。子供の目から見た大人の世界を描いたCMが大きな話題を呼び、ロングセラー商品となった。1991年（平成3年）には日本食糧新聞社が主催する「食品ヒット大賞」の優秀ヒット賞を受賞した。
関連商品としては1991年に発売されたおとなのお茶づけ、2008年に発売されたこどものふりかけなどがある。

## 商品の変遷
1989年当初は「かつお」「さけ」「わさび」の三種が発売された。現在は通常タイプとして「本かつお」「紅鮭」「わさび」「納豆」「うに」の5種、アソートタイプとして「焼鮭・青じそひじき・海苔わさび・たらこ・おかかごぼう」「明太子・梅ゆかり・かつおみりん・鮭わかめ・鶏たまそぼろ」の2種、ソフトタイプとして「鶏そぼろ」「さけ」「たらこ」「ちりめん山椒」の4種がある。
- 1989年（平成元年）10月 - 通常タイプ「かつお」「さけ」「わさび」発売。
- 1990年（平成2年） - アソートタイプ「焼鮭・青じそひじき・海苔わさび・たらこ・おかかごぼう」発売。
- 1992年（平成4年） - アソートタイプ「明太子・梅ゆかり・かつおみりん・鮭わかめ・鶏たまそぼろ」発売。
- 2006年（平成18年） - 通常タイプ「納豆」発売。
- 2008年（平成20年） - 通常タイプ「うに」発売[6]。
- 2009年（平成21年） - ソフトタイプ「さけ」「鶏そぼろ」「たらこ」発売。
- 2010年（平成22年） - ソフトタイプ「ちりめん山椒」発売。
- 2011年（平成23年） - 4月を予定として「納豆」が販売終了（後にアソートからも消滅）。

## 地方限定版
- 北海道 - 十勝チーズ、じゃがバター、うに、毛がに
- 東北 - ずんだ味、前沢牛、牛タン、ほたて
- 千葉 - なめろう風、マザー牧場チーズ、いわし、あさり
- 東京 - もんじゃ焼き味、あさり佃煮、小松菜、東京X
- 信州 - 馬肉・信州みそ味、トマト、わさび、野沢菜
- 静岡 - しらす、わさび、うなぎ、桜えび
- 山陽 - きび団子風、広島菜、かき、ふぐ
- 山陰 - のどぐろ、あご、しじみ、かに
- 四国 - 徳島ラーメン風、かつおたたき風、愛媛みかん、ちりめんじゃこ
- 九州 - とんこつラーメン風、みやざき地頭鶏、あご、阿蘇高菜と明太子